# Muelas del Pan
Molas do Pão (em espanhol Muelas del Pan) é um município da Espanha na província de Samora, comunidade autónoma de Castela e Leão, de área 73 km² com população de 796 habitantes (2007) e densidade populacional de 11,58 hab/km².

## Demografia
| Variação demográfica do município entre 1991 e 2004 | Variação demográfica do município entre 1991 e 2004 | Variação demográfica do município entre 1991 e 2004 | Variação demográfica do município entre 1991 e 2004 |
| --------------------------------------------------- | --------------------------------------------------- | --------------------------------------------------- | --------------------------------------------------- |
| 1991                                                | 1996                                                | 2001                                                | 2004                                                |
| 940                                                 | 944                                                 | 856                                                 | 844                                                 |